# Харитина Литовска
Харитина Литванска († 5. октобар 1281) је светитељка Руске православне цркве. Заштитница Литваније.
Према сачуваним документима, од којих је најважнији натпис на надгробном споменику Харитине у новгородској цркви светиха Петра и Павла на Синичкој гори, потицала је из породице литванских принчева, била је монахиња Петропавловског манастира, који је припадао овом храму.

## Житије
Преподобна Харитина је потицала из кнежевске породице. Рођена је током стварања Велике кнежевине Литваније од стране Миндовга. Миндовг је настојао да потчини суседне мале специфичне кнежевине. Многи принчеви су се покорили, а многи нису хтели да признају моћ Миндовга и његових наследника. Стога је друга половина 13. века за Литванију била бурно и крваво време. Многи Литванци напустили су своје домове и преселили  се у Русију са својим породицама, војницима и слугама. Тако се 1265. свети кнез Довмонт († 1299) журно повукао из Литваније у Псков, и дуги низ година успешно бранио град који га је примио у заштиту. Његов син Товтивил са целим двором побегао је из Полоцка у Новгород.
Народно предање тврди да је принцеза Харитина, заједно са родитељима, такође напустила своју домовину. Када је одрасла, била је верена за кнеза Теодора Јарославича, сина кнеза Јарослава Всеволодовича (1190—1246) и брата Светог кнеза Александра Невског († 1263). Међутим, принц Теодор је мистериозно умро уочи свог венчања (10. јуна). Према хроници, „буди на месту забаве, плачи сјајно“. Сломљеног срца, „кнез Јарослав, даде све дарове својој невести, с чашћу нека иде своме оцу“. Међутим, невеста је примила постриг са именом Харитина у манастиру Петра и Павла на Синичкој гори. Ништа друго на свету није тражила и решила је да цео свој живот посвети служењу Господу. Њено монашко име Харитина значи „милосрдна, милосрдна“ и одражава њен духовни рад.
У манастиру је млада Харитина, као и све сестре манастира, испуњавала своја послушања, духовно расла својим смирењем и уздржањем, постом и молитвама. Вероватно су врлински живот, несебичност и монашки подвизи Харитине послужили као разлог да је сестре изаберу за игуманију манастира, где је узведена у чин игуманије. И све до своје смрти, монахиња је била узор смирења, чистоте и строгог уздржања за потчињене монахиње манастира.
По црквеном предању, монахиња Харитина је своје подвиге довршила октобра 1281. године, 5. дана, на дан прослављања сећања на свету мученицу Харитину. Убрзо након њене смрти, у манастиру је почело њено локално поштовање. А онда су почели да поштују Харитину као небеску заступницу у Новгороду и у земљама Белорусије и Литваније. Након проналаска нетрулежних моштију свете Харитине, састављена је Црквена служба и живописане иконе светитеља.